# The Gary McFarland Orchestra (album)
The Gary McFarland Orchestra : Special Guest Soloist Bill Evans est un album du compositeur, arrangeur et vibraphoniste de jazz Gary McFarland.

## Historique
Les titres qui composent cet album ont été enregistrés le 18 décembre 1962 (pistes 1, 2, 3 et 6) et le 24 janvier 1963 (pistes 4 et 5) à New York. L'ingénieur du son était Roy Hall.
Cet album, produit par Creed Taylor, a été publié pour la première fois en 1963 par le label Verve Records  (V/V6-8518). Les notes de pochette sont de Gene Lees.

## Titres de l’album
Toutes les compositions sont de Gary McFarland.
| No | Titre                   | Durée |
| -- | ----------------------- | ----- |
| 1. | Reflections in the Park | 3:43  |
| 2. | Night Images            | 4:45  |
| 3. | Tree Patterns           | 4:55  |
| 4. | Peachtree               | 5:00  |
| 5. | Misplaced Cowpoke       | 10:10 |
| 6. | A Moment Alone          | 6:06  |

## Personnel
- Phil Woods : clarinette
- Spencer Sinatra : saxophone alto, flûte traversière
- Bill Evans : piano
- Jim Hall
- Richard Davis : contrebasse
- Ed Shaughnessy : batterie
- Julian Barber, Allan Goldberg : alto
- Aaron Juvelier, Joseph Tekula : violoncelle
- Gary McFarland : vibraphone, arrangements et direction